# Alaigne
Alaigne település Franciaországban, Aude megyében. Lakosainak száma 331 fő (2022. január 1.). Alaigne Bellegarde-du-Razès, Belvèze-du-Razès, Donazac, Loupia, Monthaut, Routier és Villelongue-d’Aude községekkel határos.

## Népesség
A település népessége az elmúlt években az alábbi módon változott:
| Lakosok száma | 385  | 330  | 290  | 327  | 340  | 330  | 326  | 333  | 337  | 331  |
|               | 1968 | 1982 | 1990 | 2006 | 2013 | 2015 | 2017 | 2019 | 2020 | 2022 |